# Білківська сільська рада (Тростянецький район)
Білківська сільська́ ра́да — колишній орган місцевого самоврядування у Тростянецькому районі Сумської області. Адміністративний центр — село Білка.

## Загальні відомості
- Населення ради: 2 873 особи (станом на 2001 рік)

## Населені пункти
Сільській раді були підпорядковані населені пункти:
- с. Білка
- с. Вишневе
- с. Грузьке
- с. Микитівка
- с. Новоселівка
- с. Олексине
- с. Хвощова

## Склад ради
Рада складалася з 20 депутатів та голови.
- Голова ради: Пономаренко Сергій Миколайович
- Секретар ради: Маленко Валентина Дмитрівна

### Керівний склад попередніх скликань
| Прізвище, ім'я, по батькові    | Основні відомості                                                                                                | Дата обрання | Дата звільнення |
| ------------------------------ | --- | ------------ | --------------- |
| Яценко Ігор Борисович          | Сільський голова, 1962 року народження, член Селянської партії України                                           | 26.03.2006   | 31.10.2010      |
| Пономаренко Сергій Миколайович | Сільський голова, 1961 року народження, освіта середня спеціальна, член Всеукраїнського об'єднання «Батьківщина» | 31.10.2010   |                 |

Примітка: таблиця складена за даними сайту Верховної Ради України